# Xanthoporia radiata
Espèce
Xanthoporia radiata est un champignon de la famille des Hymenochaetaceae.

## Synonymes
- Inonotus radiatus (Sowerby) P. Karst. 1881
- Mensularia radiata